# Râul Seciu, Bângăleasa
Râul Seciu este un afluent al râului Bângăleasa. 

## Hărți
- Harta județului Brașov